# Halo (Lichteffekt)

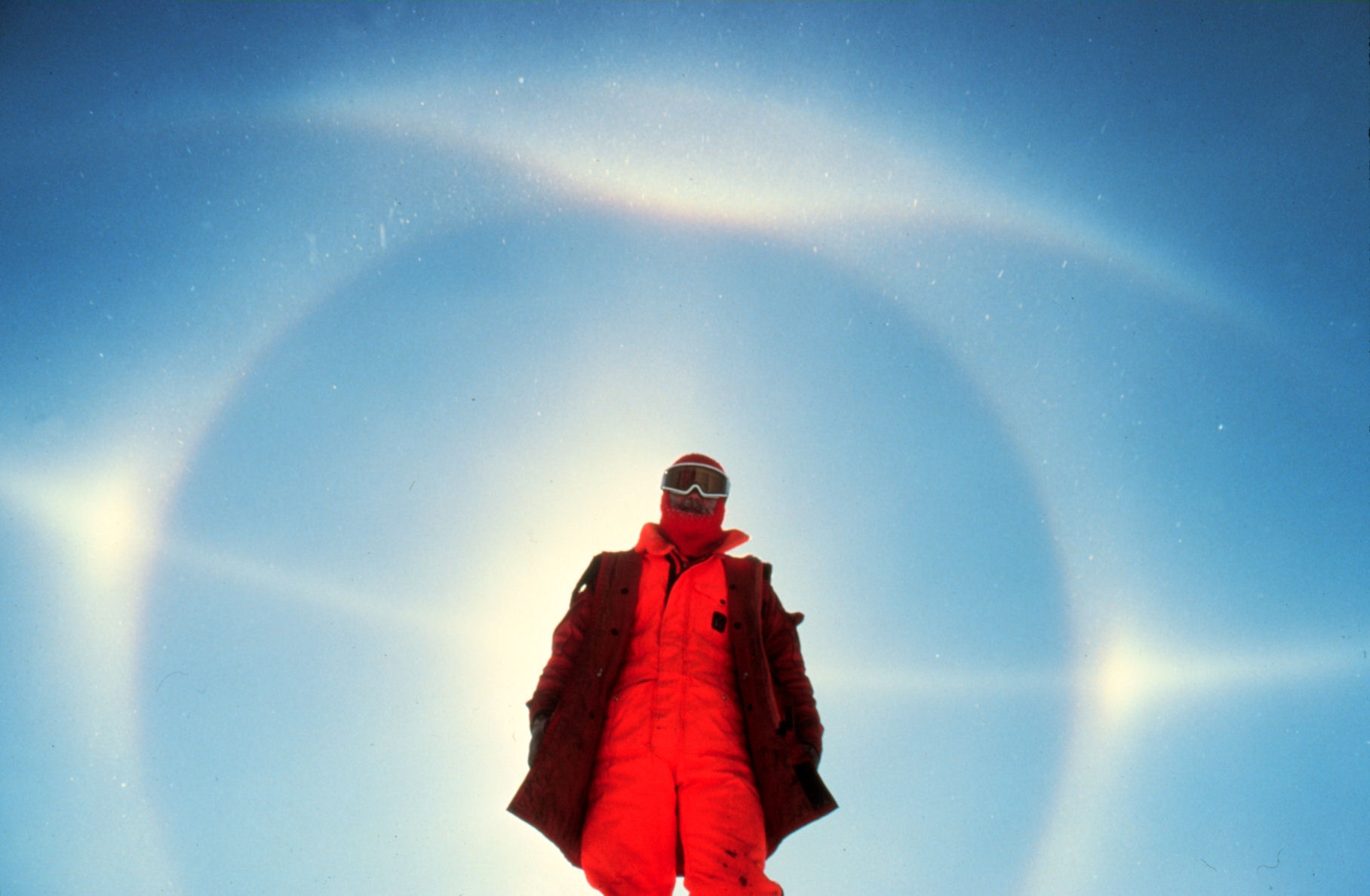
Mehrere Halo-Erscheinungen: 22°-Ring, zwei Nebensonnen, oberer Berührungsbogen, Parrybogen und Horizontalkreis

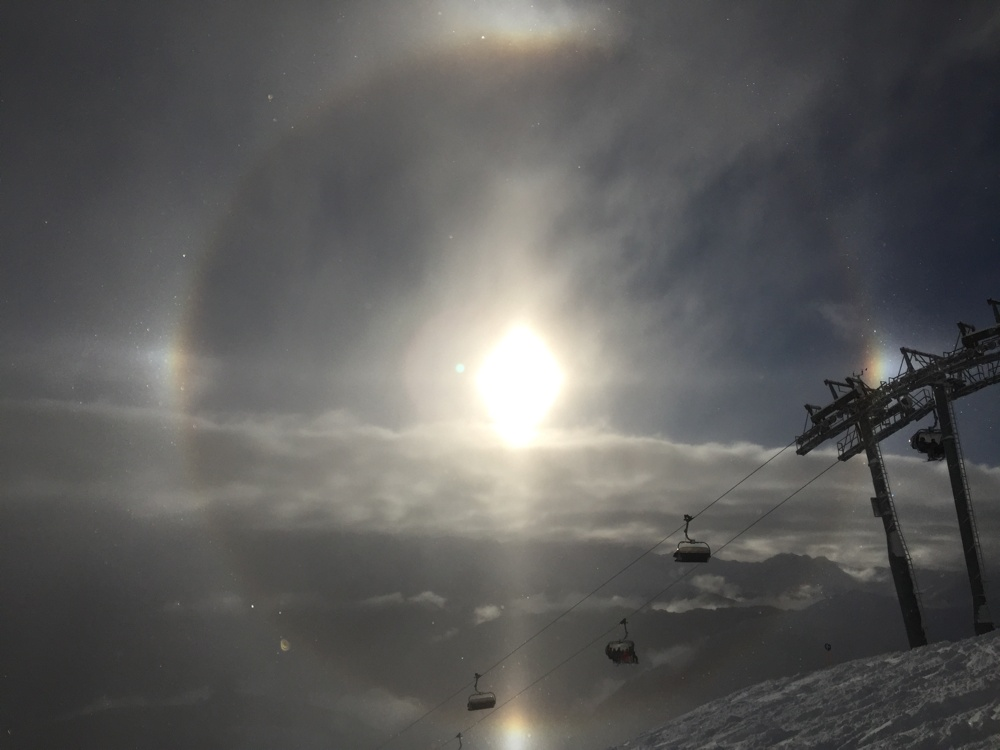
Halo

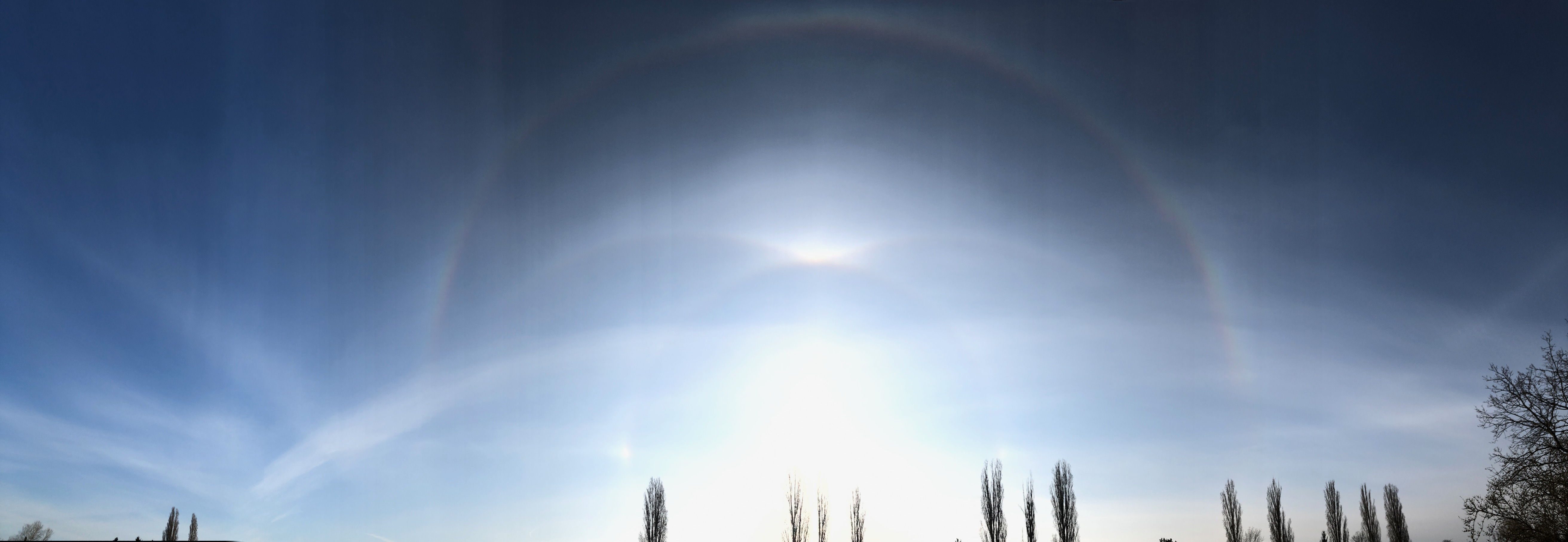
Mehrfaches Halophänomen mit 22°-Halo, oberem Berührungsbogen und Zirkumzenitalbogen

Halo (Singular der Halo; Plural Halos oder Halonen) oder Lichthof bzw. Hof ist ein Sammelbegriff für Lichteffekte der atmosphärischen Optik, die durch Reflexion und Brechung von Licht an Eiskristallen entstehen.
Je nach Größe und Orientierung der Eiskristalle sowie dem Winkel, unter dem Licht auf die Kristalle trifft, entstehen an verschiedenen Stellen des Himmels teils weißliche, teils farbige Kreise, Bögen, Säulen oder Lichtflecken.

## Etymologie
Das Wort Halo ist aus dem Mittellatein entlehnt worden, wo halō aus dem Akkusativ des seltenen lateinischen Wortes halōs entstanden ist. (Der normale lateinische Ausdruck ist corona.) Dies war ein griechisches Fremdwort im Lateinischen, das (in lateinischen Buchstaben) die Form, Aussprache und Bedeutungen des griechischen Wortes ἅλως (hálōs) übernahm. Die ursprüngliche Bedeutung des griechischen Wortes war „Dreschtenne“. Dort liefen die Ochsen im Kreis, woher dann die späteren, zusätzlichen Bedeutungen „Scheibe“ und „Sonnen- oder Mondscheibe“ und dann auch „Lichthof von Sonne oder Mond“ kamen. Der Ursprung des griechischen Wortes ist unbekannt.

## Äußere Voraussetzungen

Wasser kristallisiert bevorzugt als dünne sechseckige Plättchen und kleine sechseckige Säulen

Damit Halos entstehen können, müssen die Eiskristalle möglichst regelmäßig gewachsen und durchsichtig klar sein. Meist bilden sie sich in großer Höhe von 8 bis 10 km und ihr Vorhandensein wird durch Cirruswolken angezeigt. Sie können sich aber im Winter auch in Polarschnee (diamond dust), Eisnebel oder in der Nähe von Schneekanonen bilden. Die Regelmäßigkeit der Eiskristalle wird durch möglichst langsames Wachstum der Kristalle verursacht, das eine möglichst langsame Sättigung der Luft mit Wasserdampf voraussetzt.
Wasser kristallisiert im hexagonalen Kristallsystem. Dünne sechseckige Plättchen und kleine sechseckige Säulen sind die Eiskristallformen, die dabei am häufigsten vorkommen und hauptsächlich für die Bildung von Halos verantwortlich sind. Kleine Eiskristalle von wenigen Zehntel Millimeter können lange in der Luft schweben und nehmen dabei keine bevorzugte Orientierung in der Luft ein. Werden die Kristalle jedoch langsam größer, weisen sie eine entsprechend größere Sinkgeschwindigkeit auf und nehmen eine stabile Lage ein, verursacht durch symmetrische Wirbel an der der Fallrichtung abgewandten Seite. Dies ist in der Regel nur bei vertikaler Symmetrieachse möglich, weshalb die Kristalle durch ihre Form beim Fallen einen maximalen Luftwiderstand besitzen. Bei ruhiger Luft liegen somit die sechseckigen Plättchen dabei horizontal, ebenso wie die Längsachse der Säulen.
Das Sonnenlicht wird beim Eindringen in solche Eiskristalle gebrochen und tritt in Abhängigkeit von der Orientierung der Kristalle und dem Einfallswinkel des Lichts nach (mehrfacher) Reflexion im Inneren der Kristalle wieder aus. Beim Austritt wird es ein weiteres Mal gebrochen. Die Lichtbrechung ist dabei für die sichtbare Aufspaltung der Farben des Lichts verantwortlich. Die direkte Spiegelung des Lichts an den äußeren Kristallflächen spielt bei Haloerscheinungen eine untergeordnete Rolle.
Auch um den Mond lassen sich Haloeffekte beobachten. Allerdings ist das menschliche Auge bei geringer Lichtintensität kaum in der Lage, Farben wahrzunehmen, weshalb die schwächeren Mond-Halos weiß erscheinen. Halos lassen sich unter obigen Bedingungen um nahezu jede stärkere Lichtquelle beobachten.
Darüber hinaus können sich auch auf schneebedeckten Flächen Eiskristalle bilden, die bestimmte Arten von Halos hervorrufen.

## Arten von Halos
Die Grafik oben zeigt die Lage von Haloerscheinungen am Himmel bei einem Sonnenstand von 25° Höhe. Die Darstellung ist nicht vollständig. Die Bezeichnungen in der Grafik finden sich in der Tabelle unten in der 2. Spalte „Halo-Erscheinungen“ in Klammern wieder
| Haloschlüssel | Halo-Erscheinung                                            | Beschreibung | Entstehung                                                    | Bemerkung |
| ------------- | ----------------------------------------------------------- | --- | ------------------------------------------------------------- | --- |
| EE01          | 22°-Ring (1)                                                | Es handelt sich dabei um einen Ring, der vom Beobachter aus 22° entfernt von der Sonne oder dem Mond verläuft.                                                               | Brechung an zufällig orientierten Eiskristallen               | Dies ist die häufigste Haloerscheinung.                                                                                  |
| EE02/03/04    | Nebensonne (2)                                              | Zwei helle Lichtflecken links und rechts von der Sonne. | Brechung an waagerecht schwebenden Eisplättchen               | Tritt oft zusammen mit dem 22°-Ring auf (siehe auch Nebenmond).                                                          |
| EE05/06/07    | Oberer & Unterer Berührungsbogen (3/4) / Umschriebener Halo | Meist sind von den Berührungsbögen nur Teile als „Hörner“ zu sehen, die sich dann ab einer Sonnenhöhe von 32° zum umschriebenen Halo zusammenschließen.                      | Brechung an horizontal schwebenden Eissäulchen                | |
| EE08/09/10    | Lichtsäule                                                  | Eine Lichtsäule oberhalb oder unterhalb der Sonne. | Reflexion an waagerecht schwebenden Eisplättchen              | |
| EE13          | Horizontalkreis (5)                                         | Ein weißer Lichtkreis, der parallel zum Horizont verläuft. Er schneidet die Sonne.                                                                                           | Reflexion oder Brechung an Eisplättchen oder -säulchen        | |
| EE11          | Zirkumzenitalbogen (6)                                      | Ein mondförmiger bunter Bogen, der nahe dem Zenit zu sehen ist. | Brechung an waagerecht schwebenden Eisplättchen               | Tritt oft in Verbindung mit Nebensonnen auf.                                                                             |
| EE23          | Zirkumhorizontalbogen                                       | Ein bunter Lichtbogen unterhalb der Sonne, der nur wenige Grad über dem Horizont zu sehen ist.                                                                               | Brechung an waagerecht schwebenden Eisplättchen               | Ist nur bei Sonnenhöhen von mehr als 58° sichtbar. Erregt bei Zufallsbeobachtung oft große Aufmerksamkeit.               |
| EE12          | 46°-Ring (7)                                                | Ein Lichtring um die Sonne herum, der im Abstand von 46° verläuft. | Brechung an zufällig orientieren Säulchen                     | Diese Haloerscheinung tritt sehr selten auf und setzt einen sehr hellen 22°-Ring voraus.                                 |
| EE44          | Untersonne (8)                                              | Ein weißer Lichtfleck, der unterhalb des Horizonts liegt. | Reflexion an waagerecht schwebenden Eisplättchen              | Die Untersonne ist nur zu sehen, wenn man von einem Berg ins Tal blickt oder aus dem Flugzeugfenster schaut.             |
| EE21          | Supralateralbogen (9)                                       | Er bildet einen parabelförmigen Bogen oberhalb des 22°-Rings, dessen Scheitelpunkt auf dem Zirkumzenitalbogen liegt.                                                         | Brechung an einfach orientierten Eissäulchen                  | Der Supralateralbogen verändert mit der Sonnenhöhe seine Gestalt. Er kann mit dem 46°-Halo verwechselt werden.           |
| EE22          | Infralateralbogen (10)                                      | Der Infralateralbogen ist ein farbiger konvexer Bogen, der links oder rechts von der Sonne zu finden ist.                                                                    | Brechung an einfach orientierten Eissäulchen                  | Der Infralateralbogen verändert mit der Sonnenhöhe seine Gestalt. Die beiden Bögen berühren sich ab etwa 60° Sonnenhöhe. |
| EE27          | Parrybogen (11)                                             | Der Parrybogen hat vier Ausprägungen und wird unterteilt in: Oberer/unterer konkaver/konvexer Parrybogen                                                                     | Brechung an doppelt orientierten Eissäulchen                  | Der Parrybogen ist eine der seltenen Haloarten.                                                                          |
| EE61          | Sonnenbogen (12)                                            | Der Sonnenbogen sieht aus wie eine Schleife und kreuzt dabei die Sonne wie ein „X“.                                                                                          | Reflexion an doppelt orientierten Eissäulchen                 | Diese Haloart ist sehr selten, kann aber häufiger im Eisnebel beobachtet werden.                                         |
| EE56          | Wegeners Gegensonnenbogen (13)                              | Wegeners Gegensonnenbogen verläuft als Schleife innerhalb des Horizontalkreises. Dabei kreuzt er die Gegensonne und sein Scheitelpunkt liegt auf dem oberen Berührungsbogen. | Brechung und Reflexion an einfach orientierten Eissäulchen    | Diese Haloart ist sehr selten.                                                                                           |
| EE45/46/47    | Unternebensonne (14)                                        | Die Unternebensonnen sind die Nebensonnen der Untersonne. | Brechung und Reflexion an waagerecht schwebenden Eisplättchen | Kann nur unter dem Horizont beobachtet werden.                                                                           |
| EE40          | Unterhorizontalkreis (15)                                   | Verläuft ähnlich wie der Horizontalkreis unter dem Horizont. | Brechung und Reflexion an waagerecht schwebenden Eisplättchen | Kann nur unter dem Horizont beobachtet werden. Sehr seltene Haloart.                                                     |
| EE60          | Tapes Bogen (16)                                            | Erscheint als 4 V-förmige kurze Bögen, die den Supralateralbogen/Infralateralbogen berühren.                                                                                 | Brechung an doppelt orientierten Eissäulchen                  | Sehr seltene Haloart. |

Sind gleichzeitig verschiedene Formen von Eiskristallen vorhanden, können auch unterschiedliche Haloeffekte zusammen auftreten. Halos sind in Mitteleuropa recht häufig zu sehen, sogar häufiger als Regenbögen. Sie sind nicht so farbenprächtig wie diese, und die meisten stehen in Richtung zur Sonne, wodurch sie weniger auffällig sind und leicht durch das Sonnenlicht überstrahlt werden.
Neben den oben genannten Arten gibt es noch einige seltener auftretende Haloarten, unter anderem die Trickers Gegensonnenbogen, den 9°-Ring, den Moilanenbogen und die Gegensonne (das Anthelium).

### Klassifizierung des Arbeitskreises Meteore e.V.
Der Arbeitskreis Meteore e. V. hat eine Klassifizierung zur Bestimmung der einzelnen Haloarten entwickelt, den sog. Haloschlüssel. Im Haloschlüssel werden alle bekannten Haloarten, aber auch nicht geklärte Erscheinungen, erfasst.

### Bilder

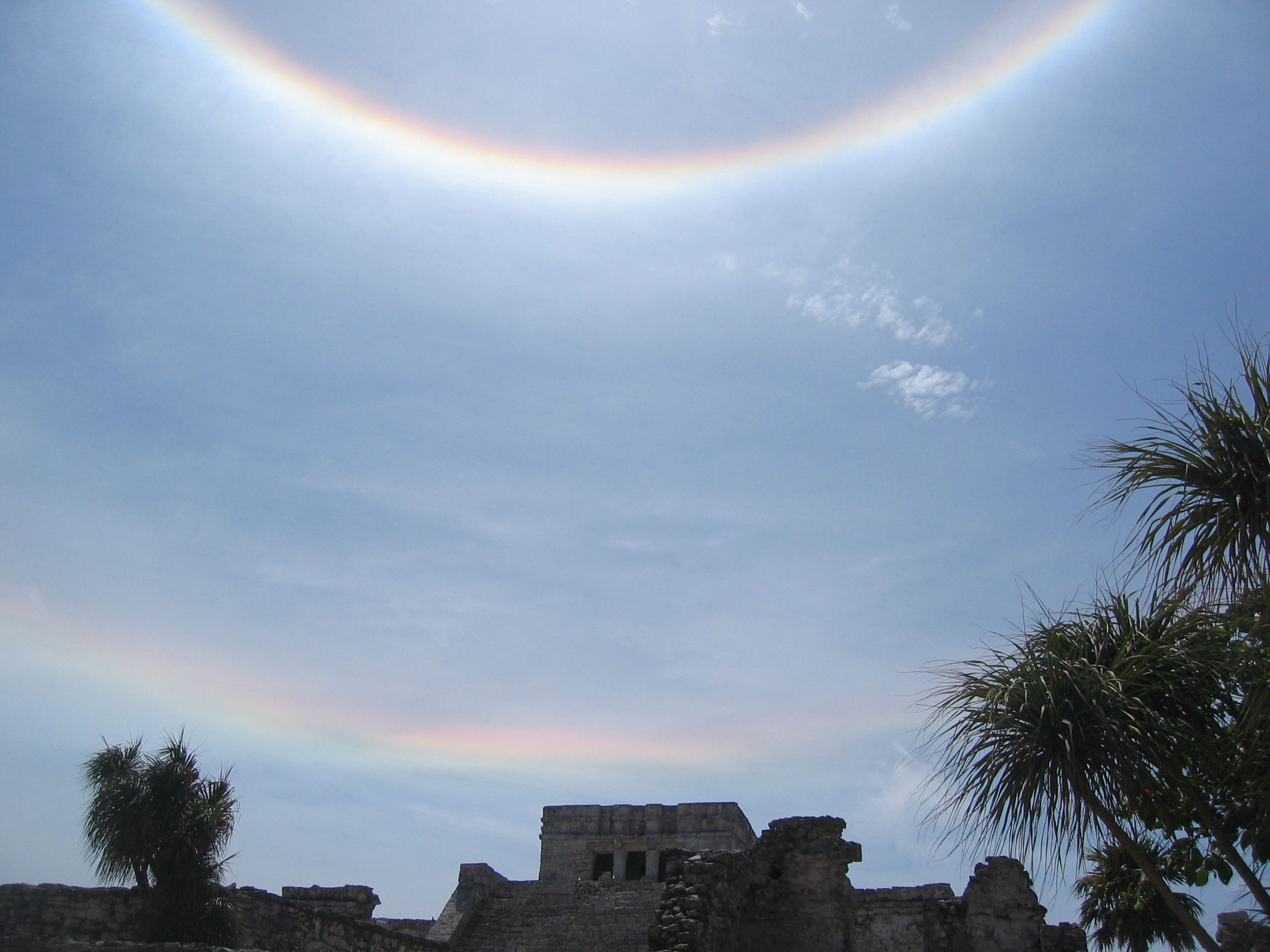
Umschriebener Halo und Zirkumhorizontalbogen in Tulum (Mexiko) am 21. Mai 2008
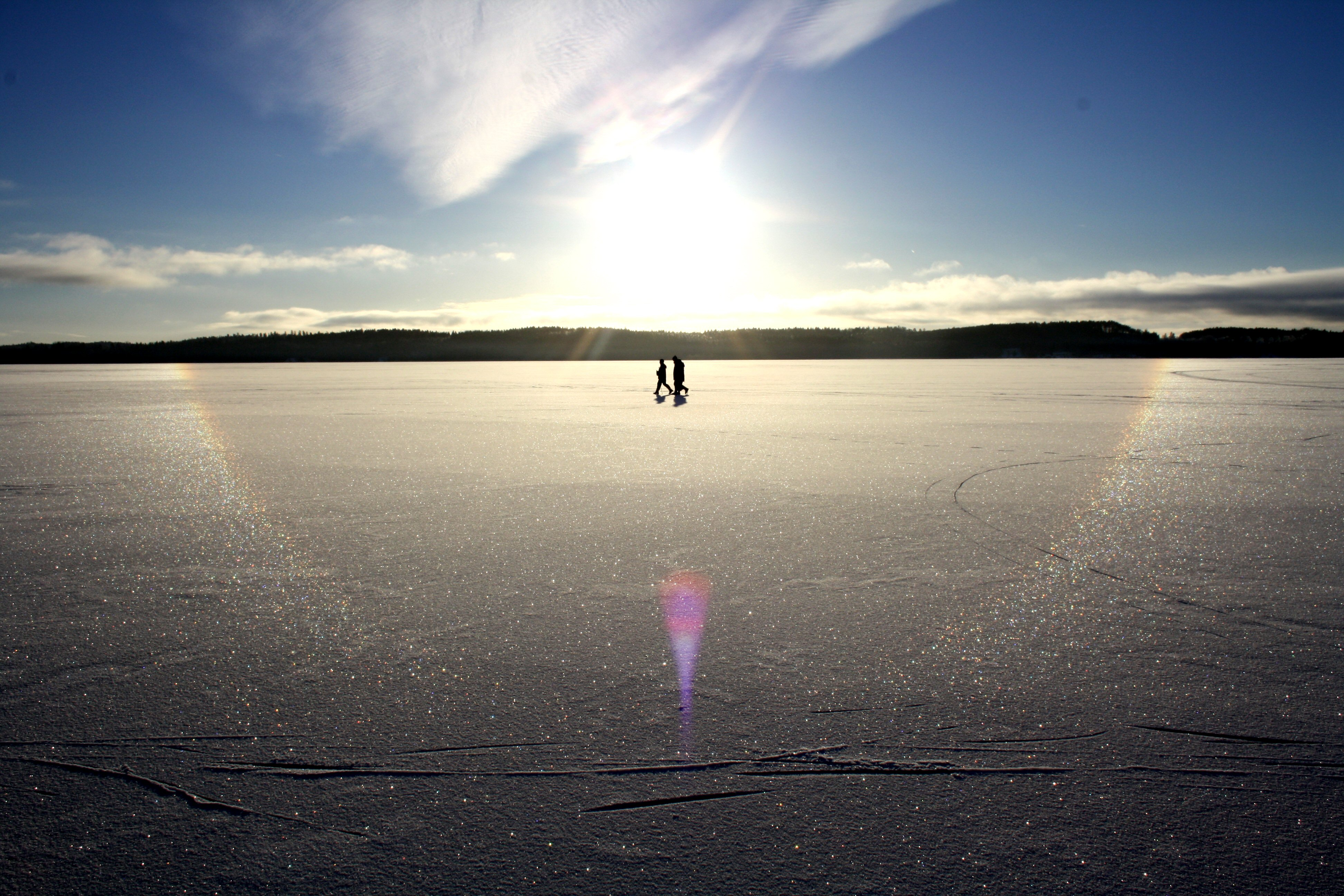
Halo durch abgelagerte Eiskristalle auf zugefrorenem See, Sigtuna (Schweden)
Halo oberhalb der Lenzerheide (Schweiz) am 19. Dezember 2012
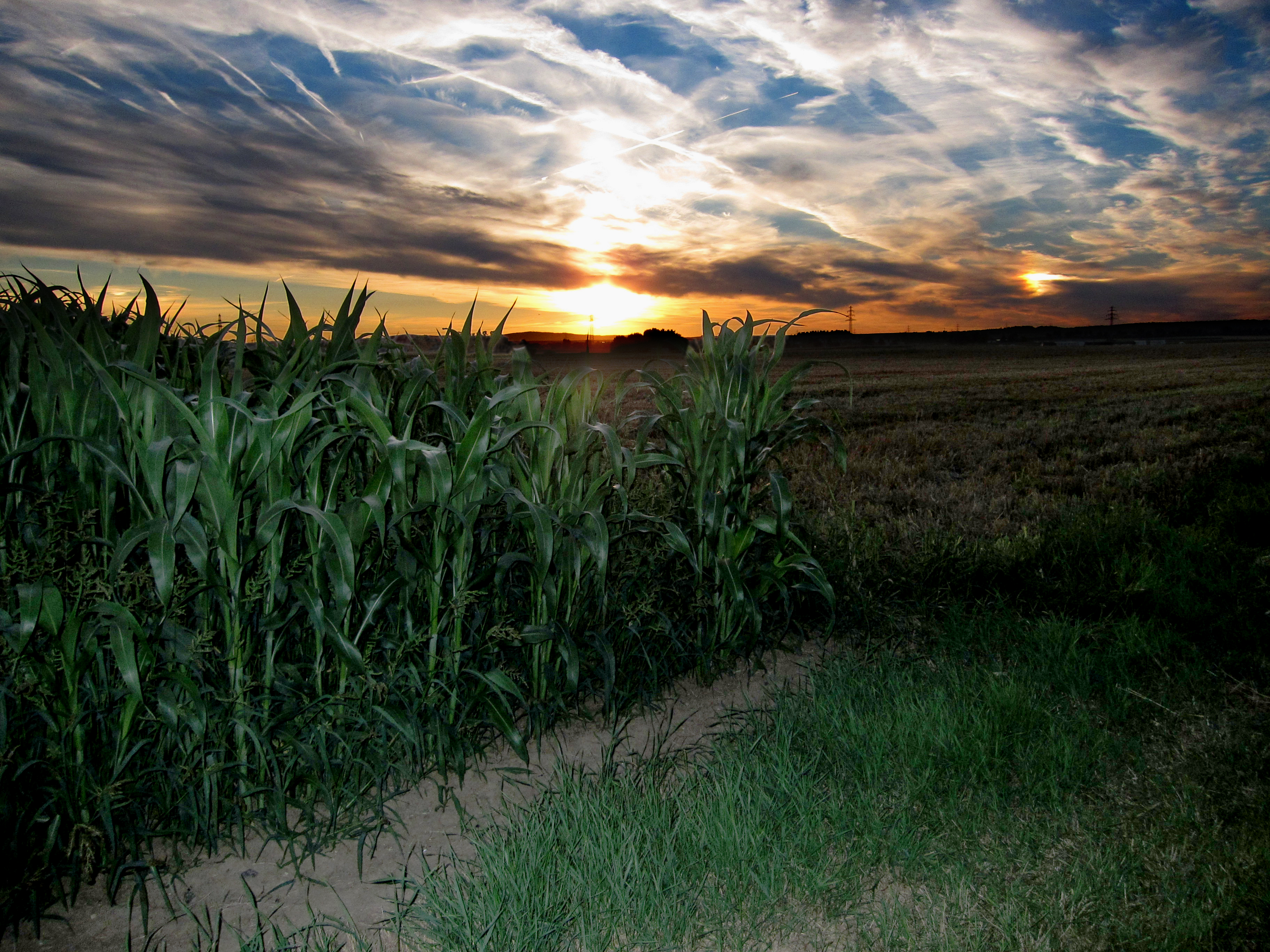
Halo mit Nebensonnen bei Echzell/Hessen am 12. August 2012
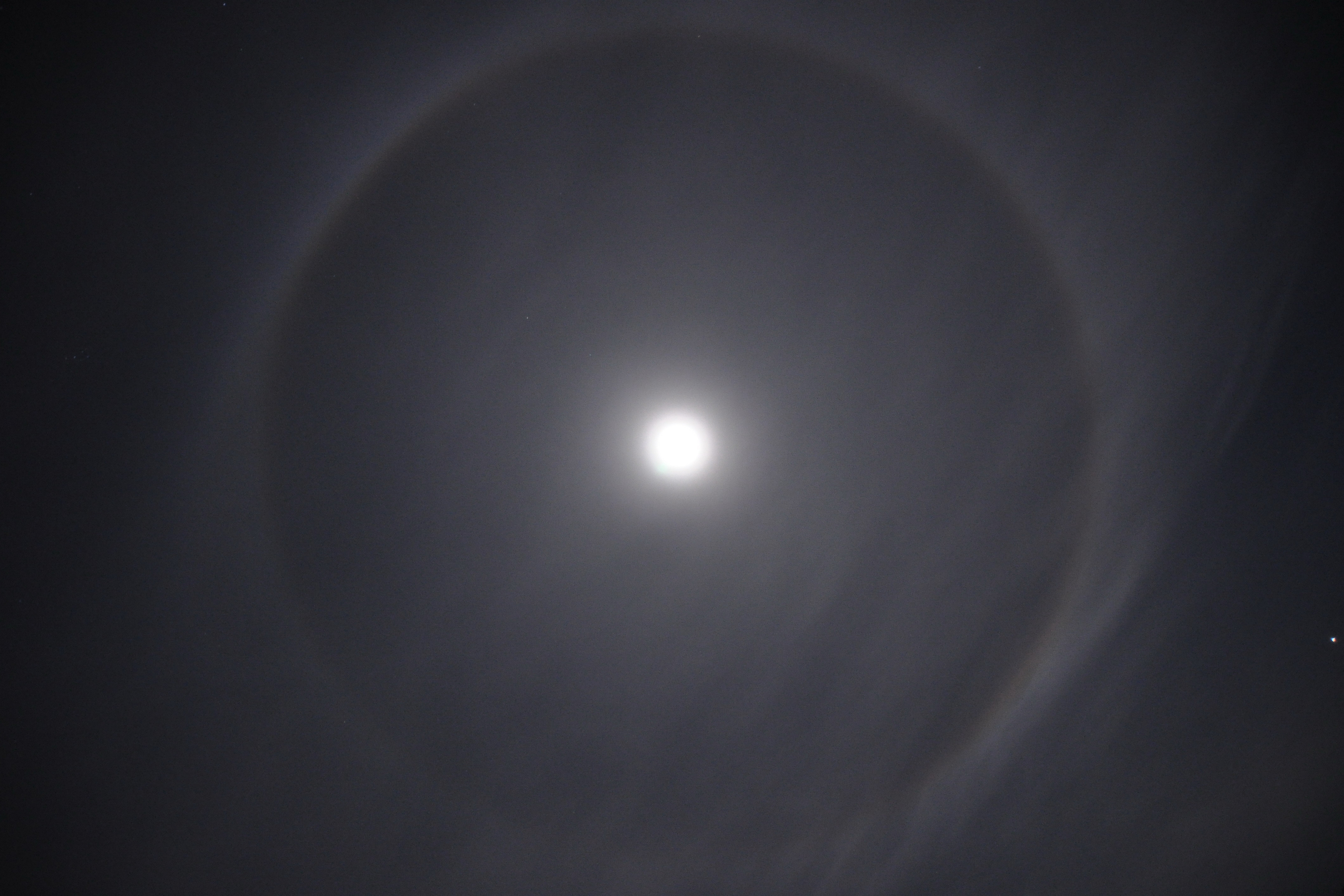
22°-Mond-Halo am 23. Oktober 2010, gesehen von Graz, Österreich aus
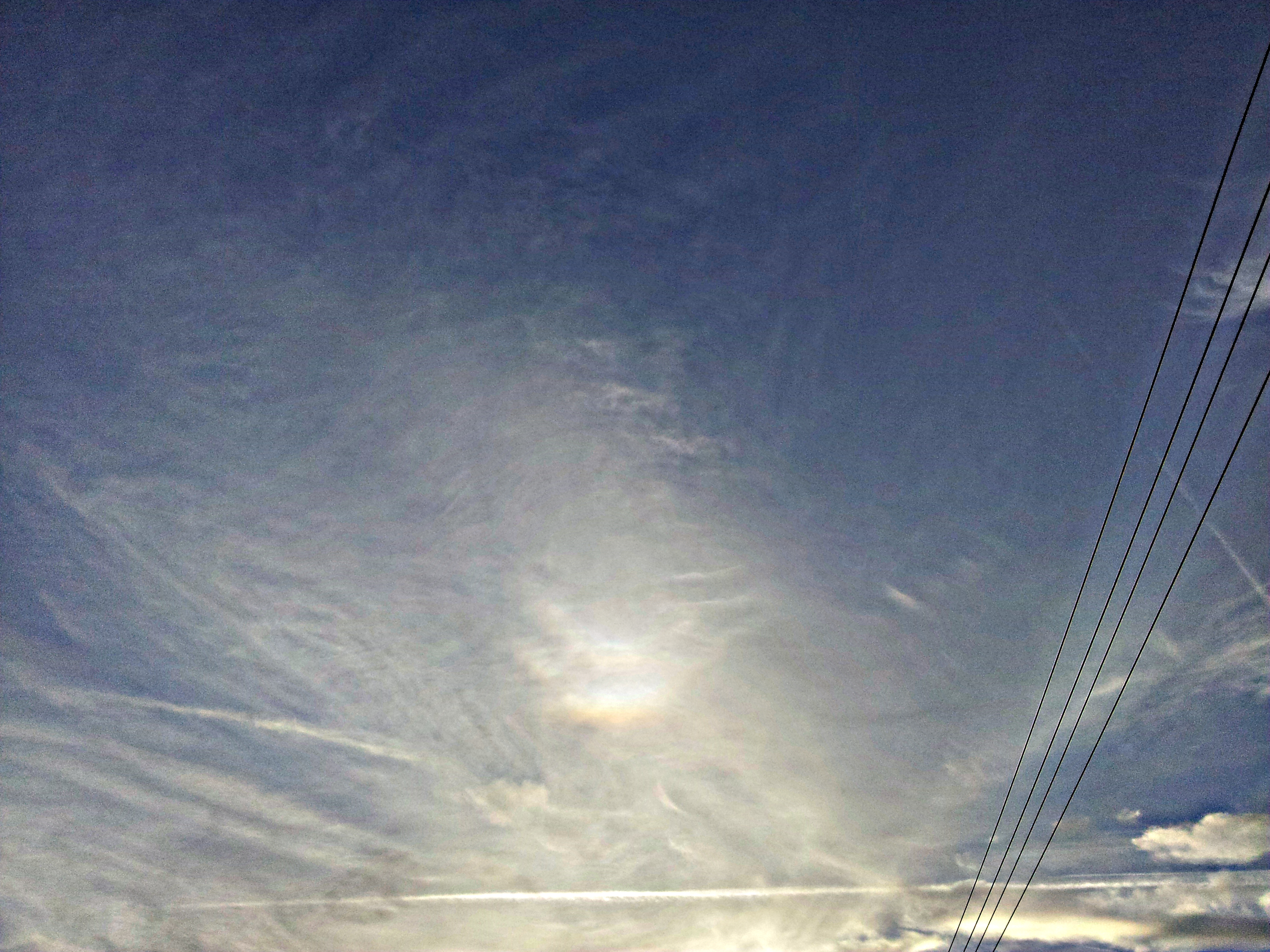
Oberer Berührungsbogen und konvexer Parrybogen bilden kurz vor Sonnenuntergang ein „Doppel-V“.
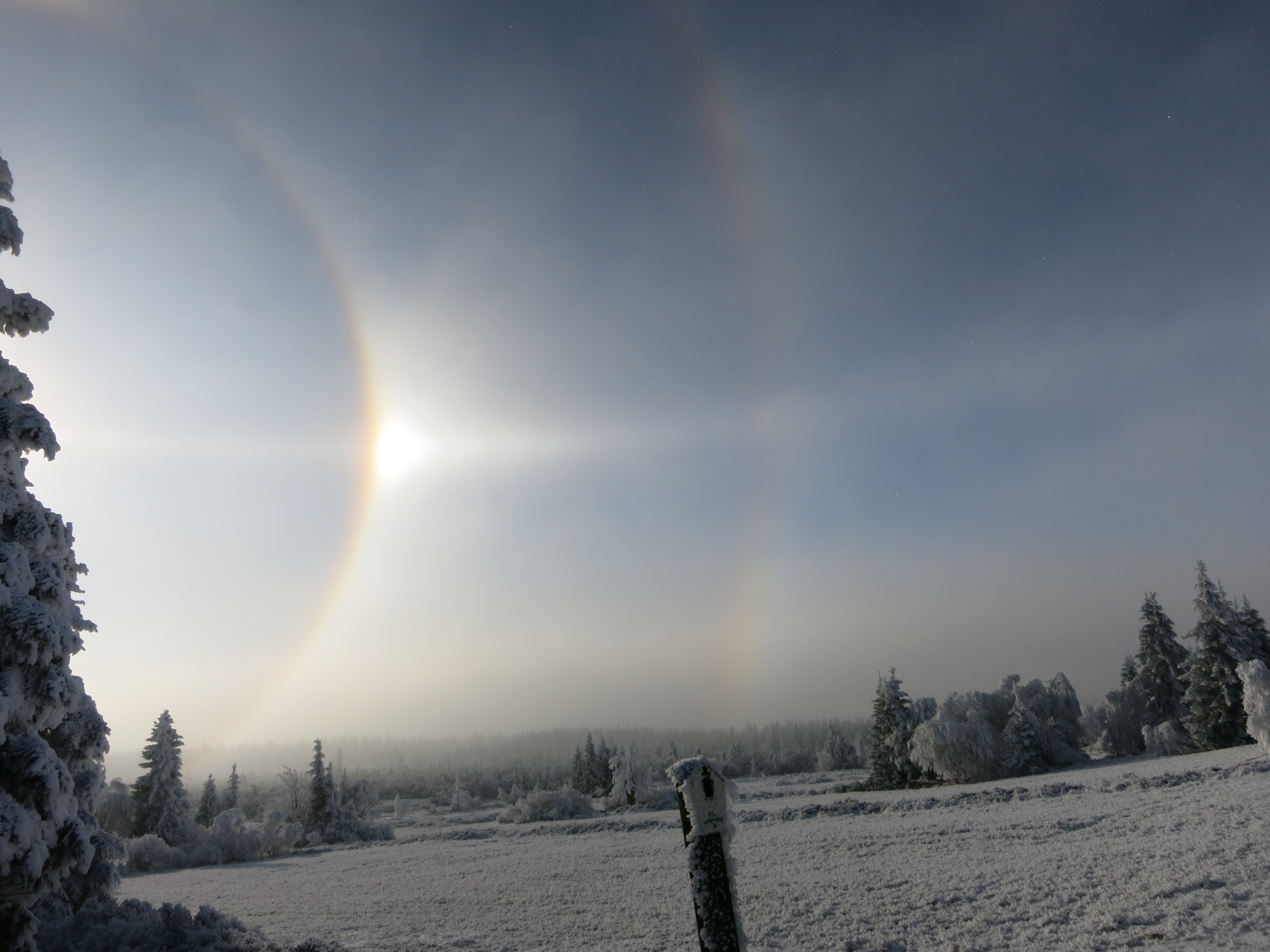
Rechte Nebensonne, 22°-Ring, 46°-Ring, Horizontalkreis und rechte Tapes-Bögen bei Altenberg am 25. Januar 2014
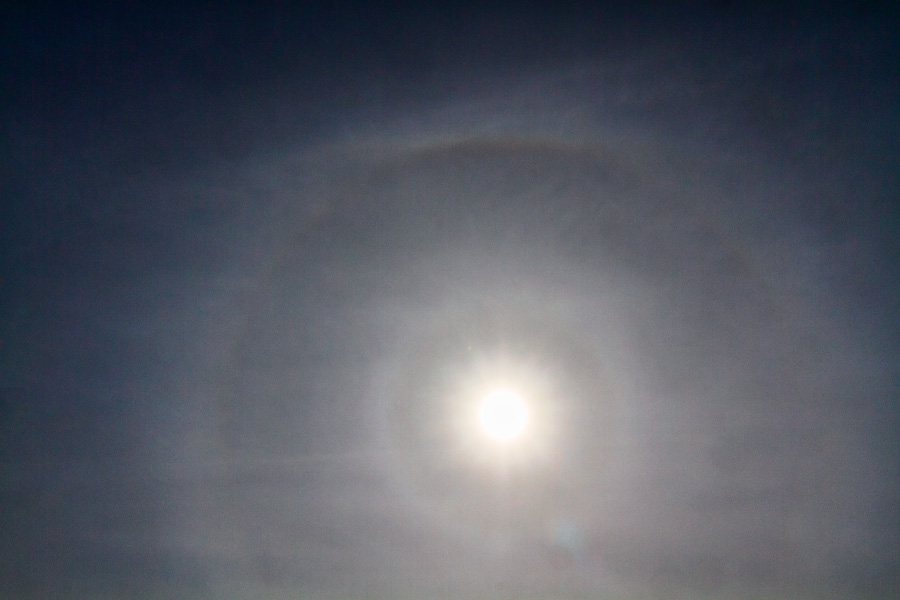
9°-Ring um die Sonne, aufgenommen am 27. März 2013 in Wildau
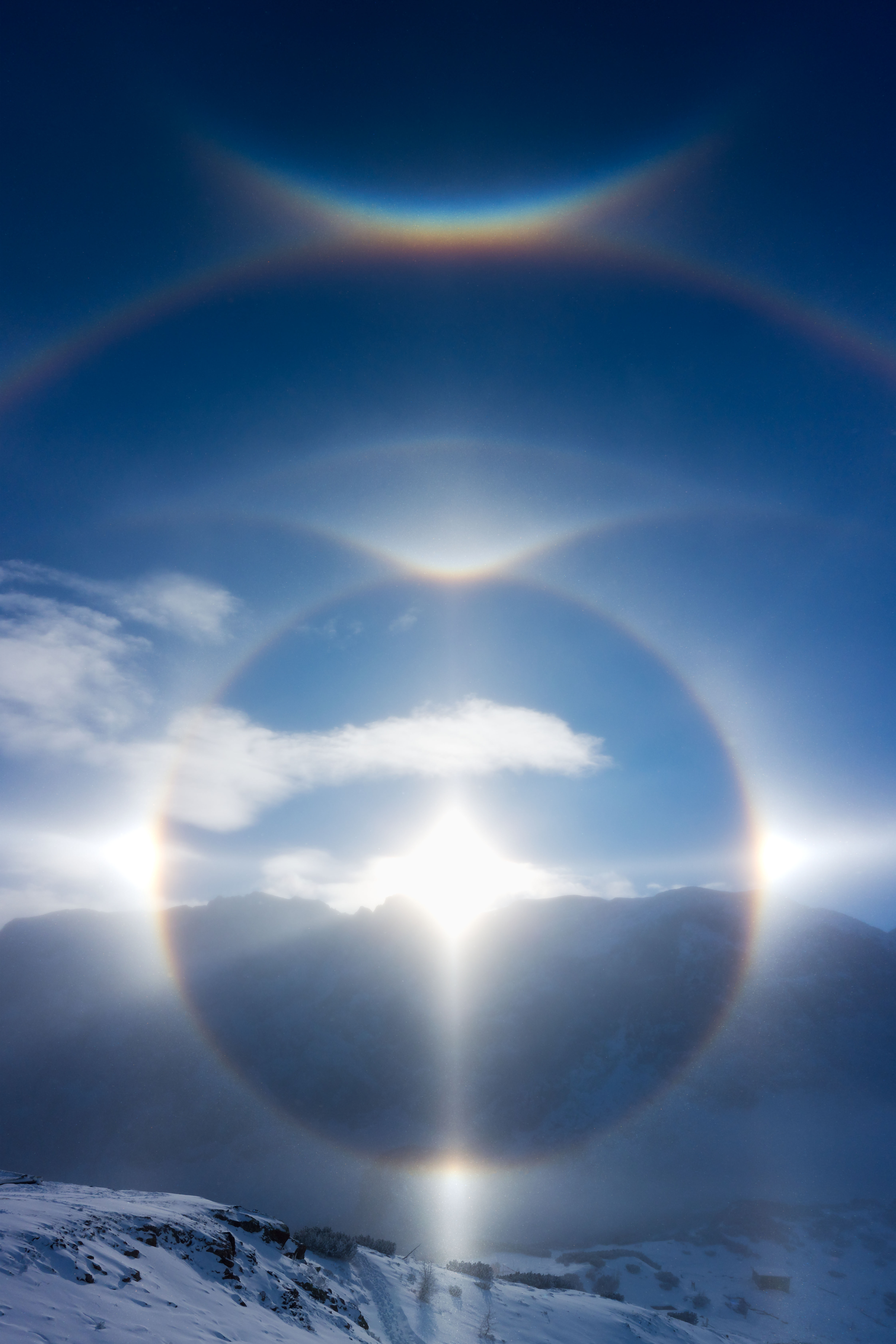
Verschiedene Halos um die Sonne auf Madritsche-Nassfeld in Kärnten
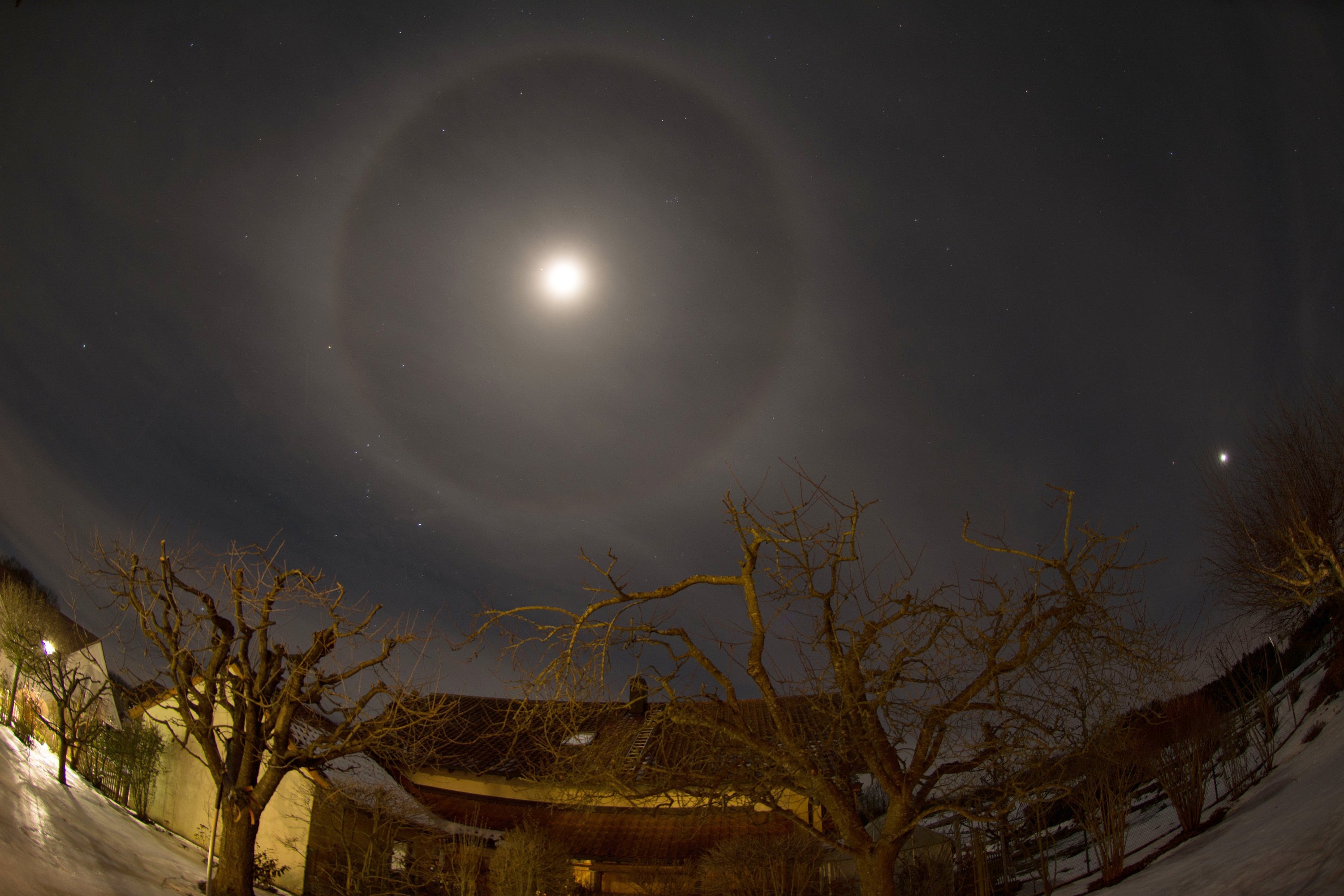
22°-Halo um den Mond, gesehen in Wallerfing am 5. Februar 2017
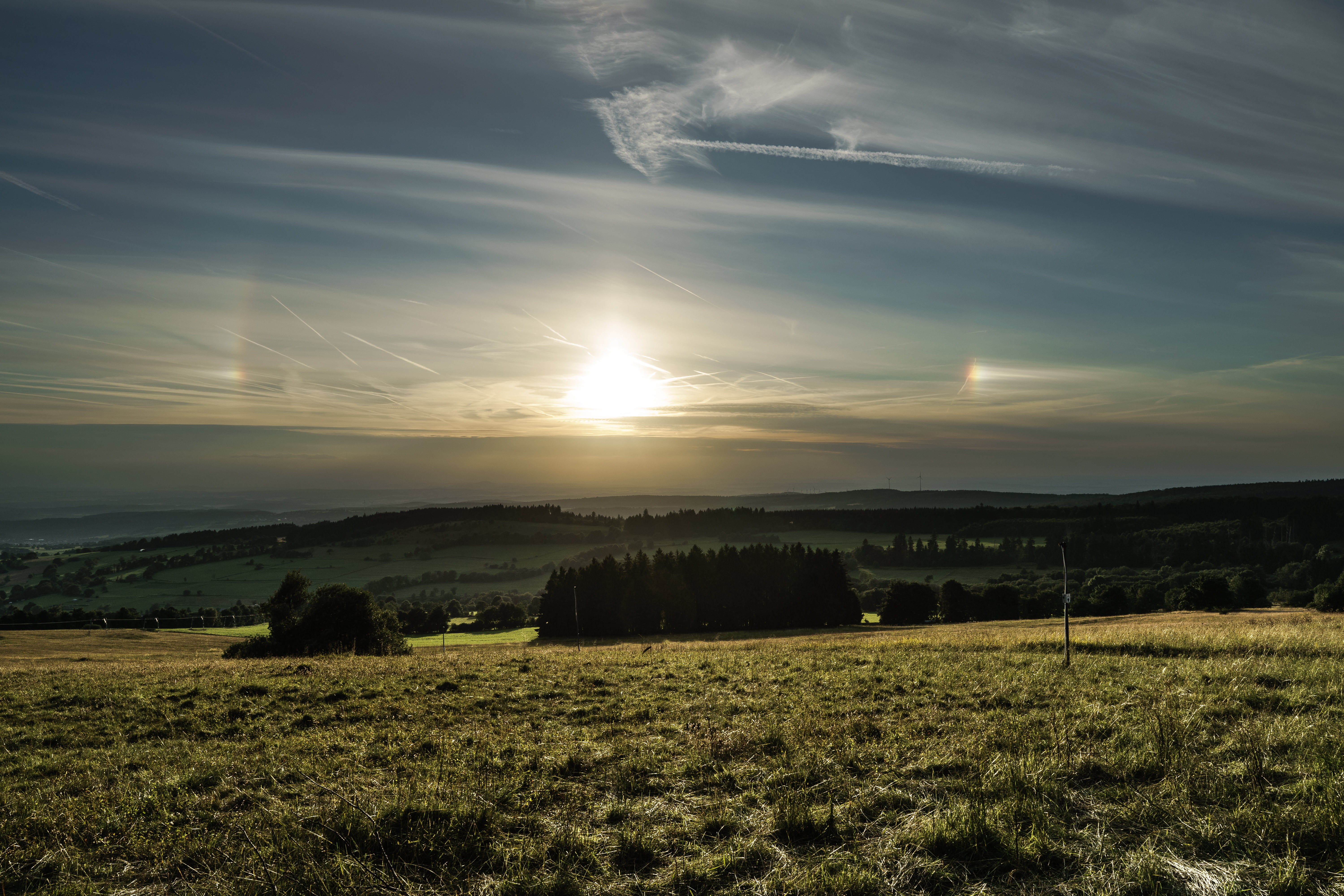
Halo mit Nebensonnen am Hoherodskopf/Hessen am 15. Juli 2017
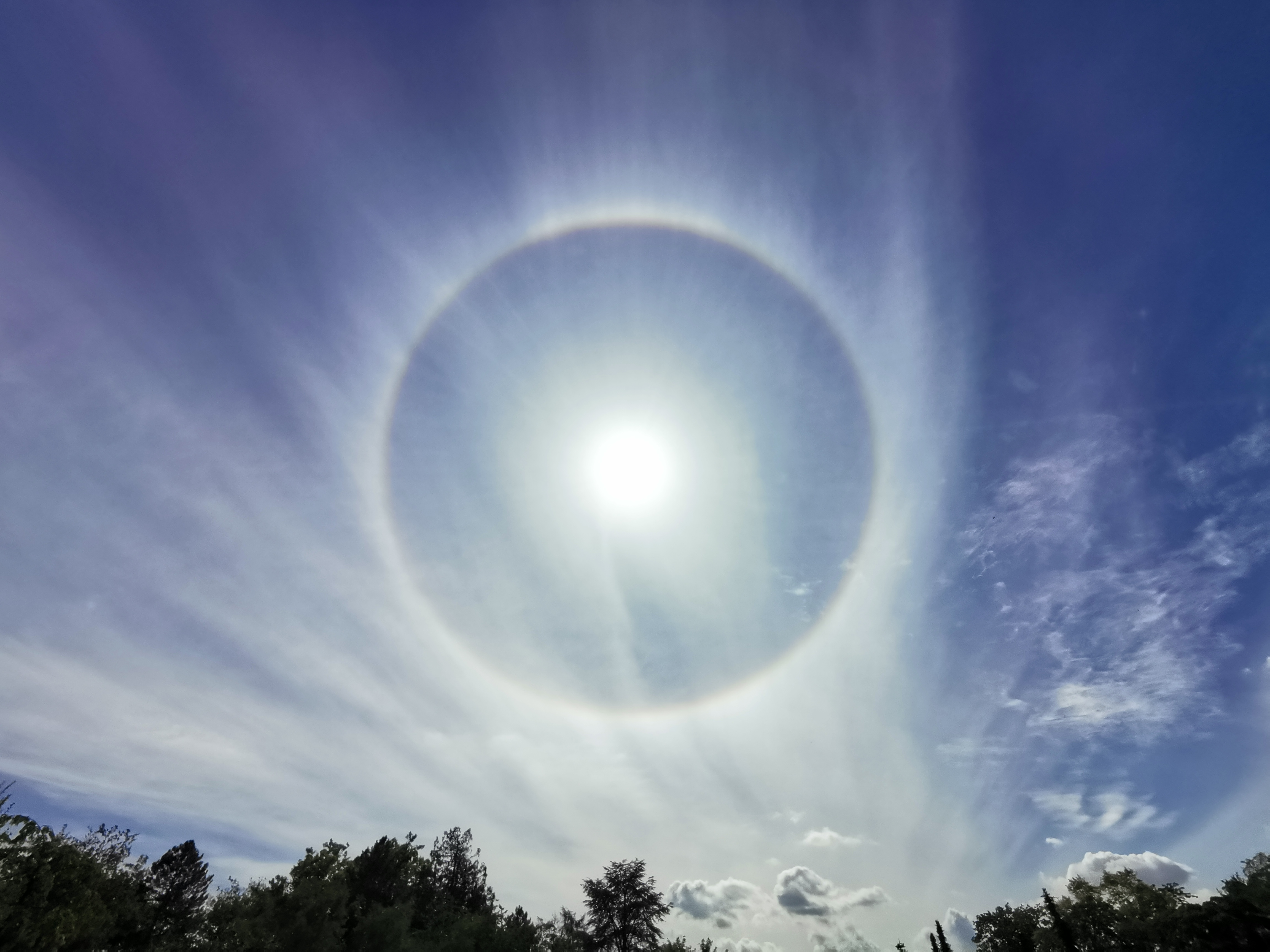
22°-Halo in Großkrotzenburg/Hessen am 6. September 2020
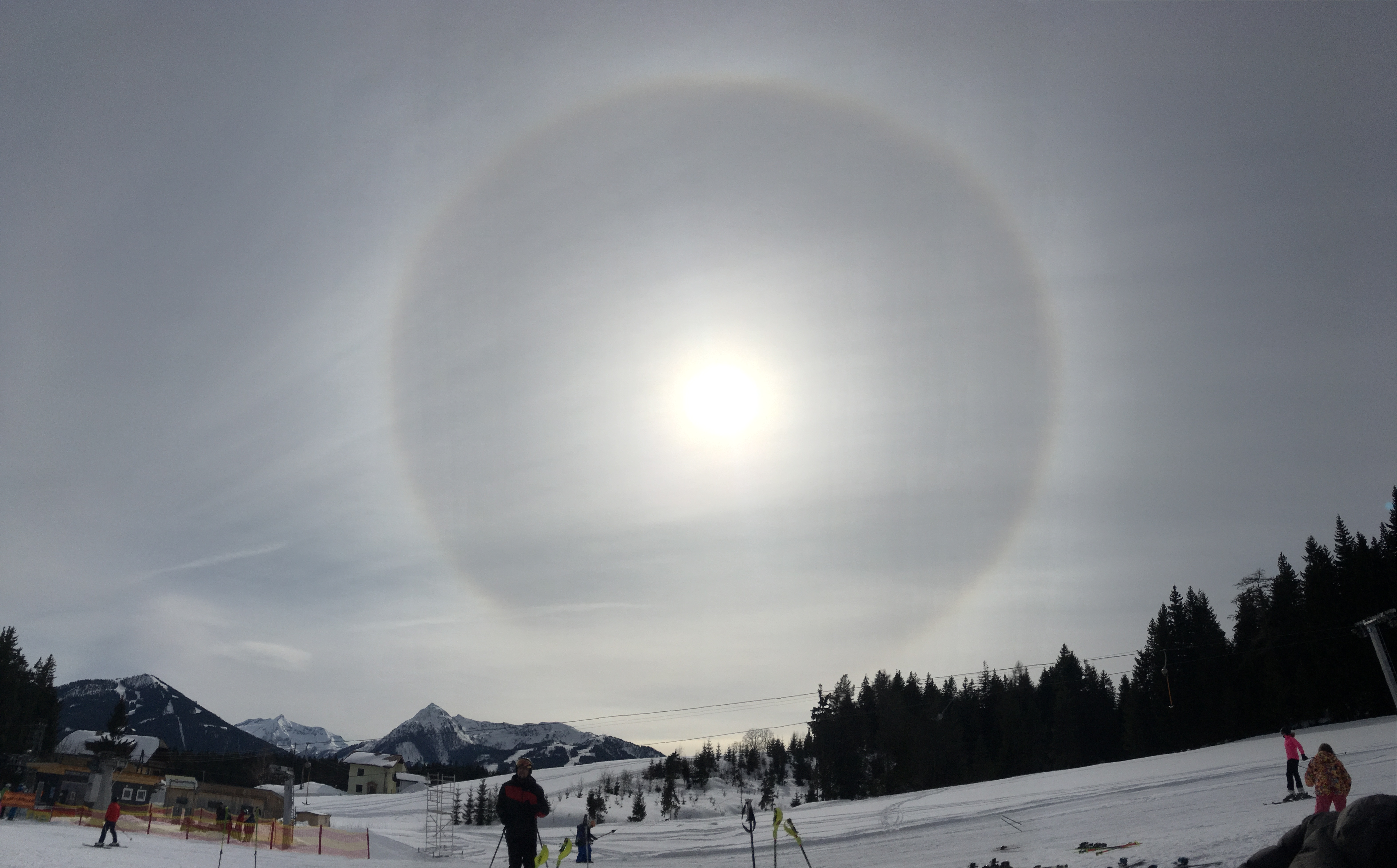
Halo am 2. März 2022 in Ramsau am Dachstein, Steiermark, Österreich
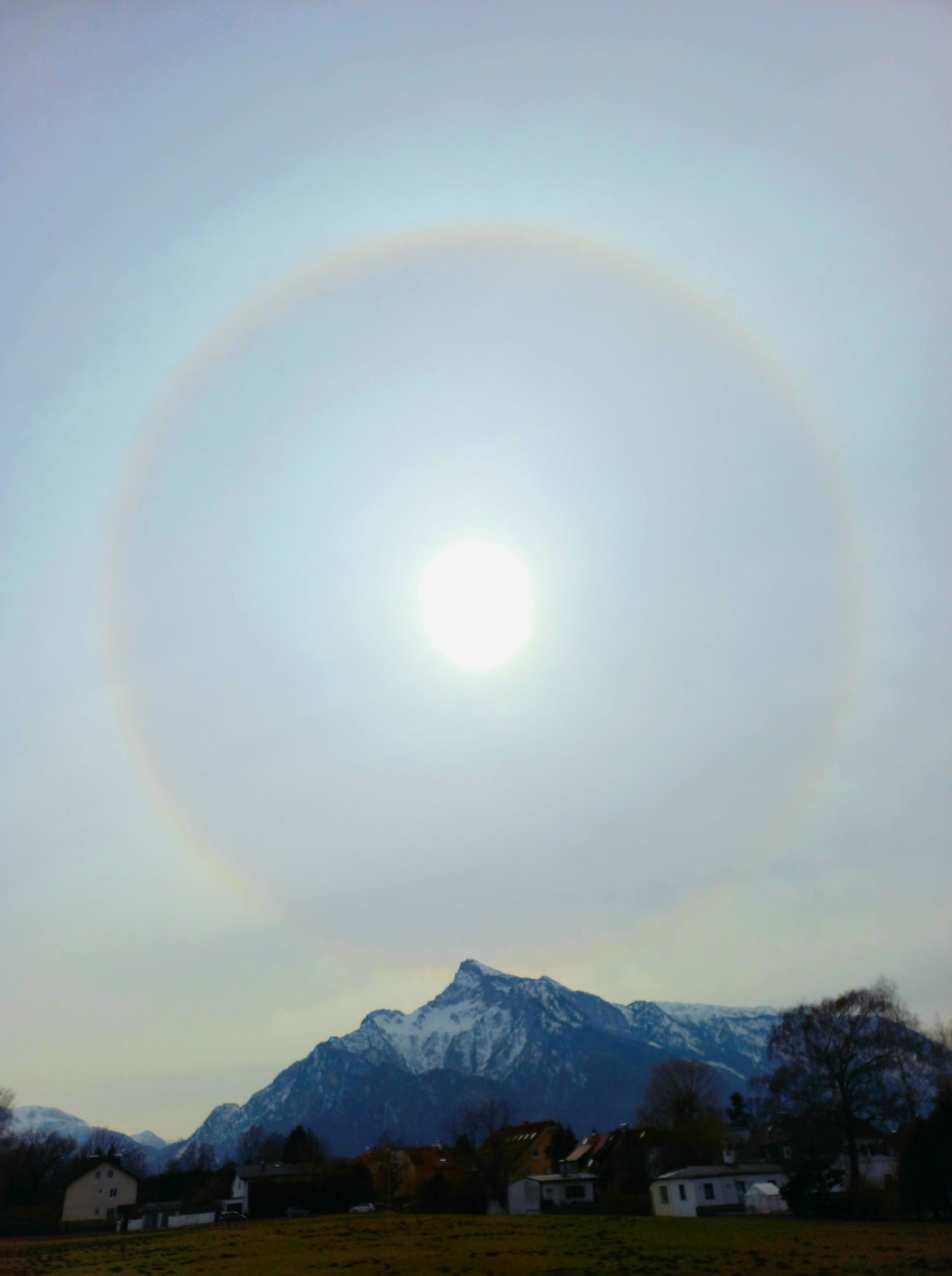
Halo über dem Untersberg bei Salzburg am 2. März 2022.
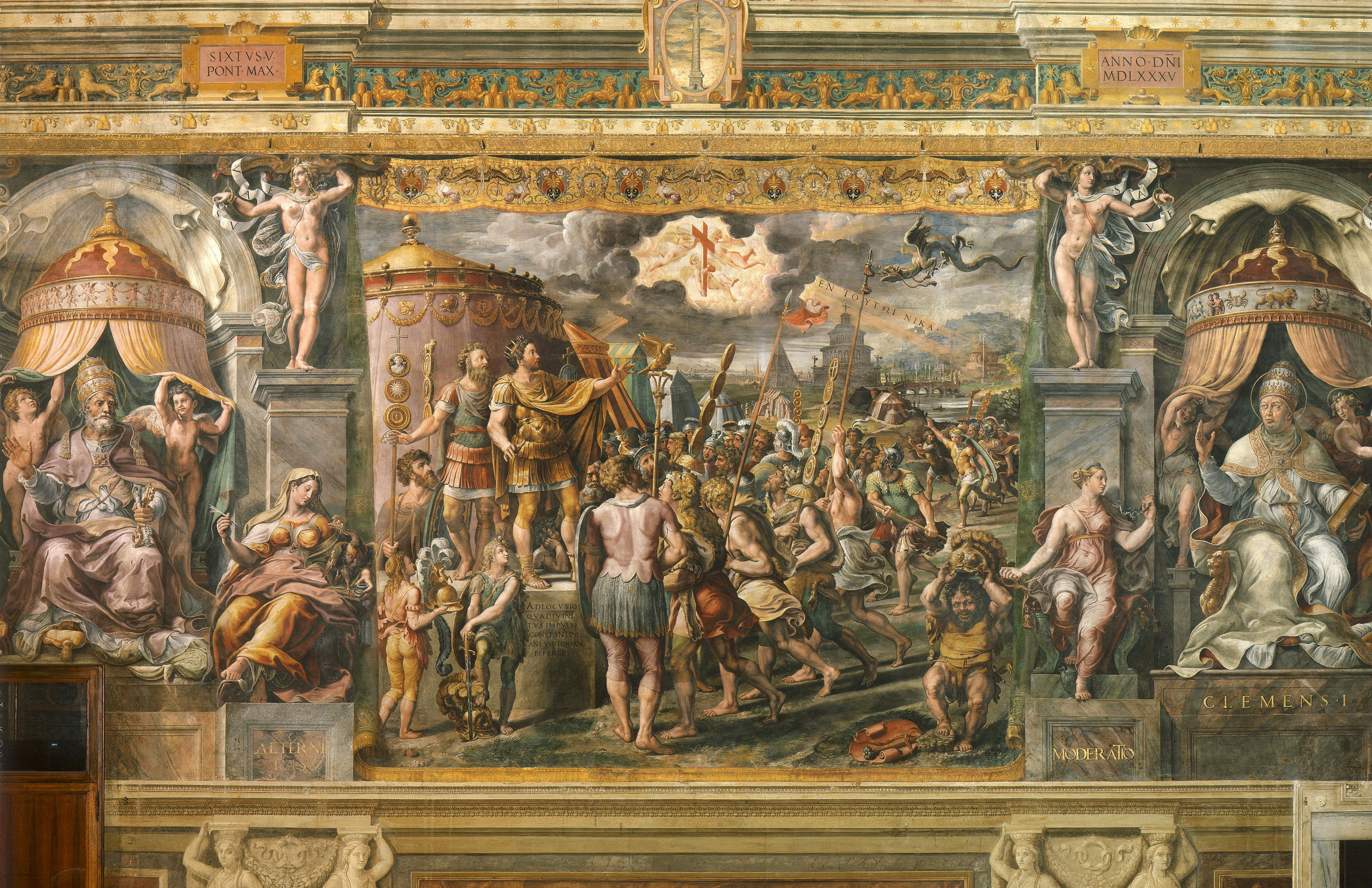
Die Erscheinung eines Lichtkreuzes[33] nördlich von Rom Ende Oktober 312, in moderner Literatur oft als Halo interpretiert,[34] Raffael, Gianfrancesco Penni: Fresko im Saal des Konstantins der Stanzen, vor 1524
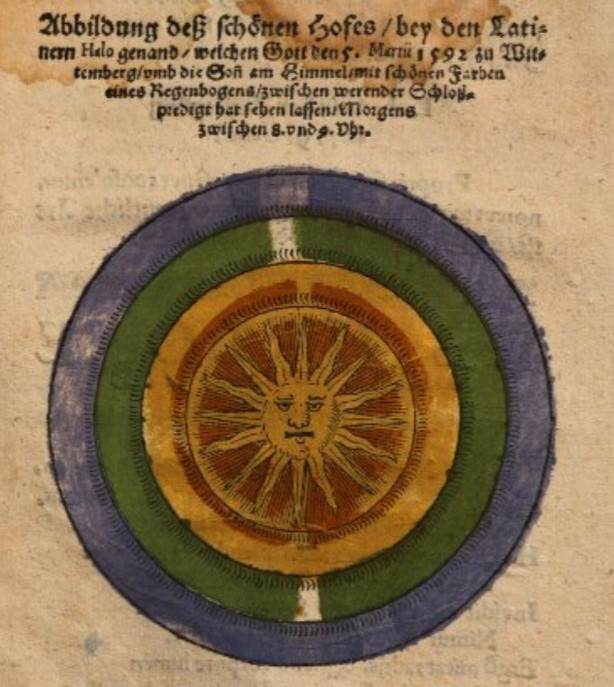
Altkolorierter Holzschnitt eines Halo oder einer Korona über Wittenberg[35] am Sonntag Lätare (5. Märzjul. / 15. März 1592greg.)
Altkolorierter Holzschnitt einer Haloerscheinung („Wunderzeichen“) über Kreuznach[36] am 15. Märzjul. / 25. März 1592greg.

## Naturwissenschaftliche Erklärungen
Aristoteles erklärte alle Halo- und Regenbogenerscheinungen durch Reflexion des Lichts an den Wolken.
Schon im Eingangsteil von De re publica (I,15; verfasst 54 bis 51 v. Chr.) von Marcus Tullius Cicero sprechen die Gäste über die gerade zu beobachtende Naturerscheinung der Haloerscheinung einer „zweiten Sonne …, wovon im Senat die Rede war. Denn es sind nicht wenige und nicht Leichtfertige, die behaupten, sie hätten zwei Sonnen gesehen, so dass es nicht so sehr um Glaubwürdigkeit geht wie um die Suche nach einer Erklärung“, um daran zu veranschaulichen, dass naturwissenschaftliche Erkenntnisse einen großen Nutzen für das Leben der Menschen haben können. Plinius Secundus erwähnt das Phänomen mehrerer Sonnen in der um 77 n. Chr. entstandenen Naturalis historia II,99 (31).

## Physikalische Grundlagen des 22°-Rings

Strahlengang in einem hexagonalen Prisma

Eiskristalle kristallisieren im hexagonalen Kristallsystem. Licht, das diese Kristalle durchläuft, wird dementsprechend so gebrochen, als durchliefe es ein hexagonales Prisma. Lichtstrahlen, die zwei Oberflächen dieser Eiskristalle passieren, die um 60° zueinander gekippt sind, werden im Winkel von etwa 22° bis 46° gebrochen. In genau diesem Winkel zwischen dem primären Leuchtobjekt und Betrachter wird der Halo wahrnehmbar. Er ist, wie auch der Regenbogen und andere Brechungseffekte, sowohl von der Position des Leuchtobjekts als auch der des Betrachters abhängig.
Sichtbares Licht hat am hexagonalen Prisma ein Minimum der Ablenkung zwischen 21,7° (rot, 656 nm) und 22,5° (violett, 400 nm).
Kein sichtbares Licht wird in kleineren Winkeln gebrochen, so dass der Eindruck eines leeren Raums zwischen Leuchtobjekt und Halo entsteht. Die meisten Lichtstrahlen, die zum Betrachter gelangen, werden in Winkeln nahe beim Minimum der Ablenkung gebrochen, wodurch die Wahrnehmung eines hellen inneren Rands entsteht. Ein- und Austrittswinkel sind nicht linear miteinander verknüpft. Mit jedem Grad, den der Eintrittswinkel vom Optimum entfernt ist, wird das Licht stärker gebrochen. Deswegen verblasst der Halo nach außen.
Aufgrund der unterschiedlichen Brechung der Spektralfarben schimmert der Innenrand eines 22°-Ringes häufig rötlich.
Nebensonnen entstehen auf die gleiche Weise.

## Physikalische Grundlagen des 46°-Rings
Diese Art Halo entsteht, wenn die Lichtstrahlen entlang zweier Oberflächen des hexagonalen Prismas gebrochen werden, die rechtwinklig zueinander stehen. Dies ist der Fall, wenn ein Lichtstrahl eine Seitenfläche und die Ober- oder Unterseite des Kristalls durchläuft. Das Minimum der Ablenkung in diesem Strahlengang ist 46°, weshalb der Ring genau hier am hellsten ist.
Die Lichtstrahlen müssen in einem engen Winkel auf die Kristalle treffen, damit sie entsprechend gebrochen werden, ansonsten werden sie in Richtungen weg vom Beobachter reflektiert. Aus diesem Grunde erscheinen sie schwächer. Außerdem wird das Licht stärker dispergiert, so dass die Halos bunter sind.
Zirkumzenitalbögen entstehen auf die gleiche Weise.

## Künstliche Halos
Die natürlichen atmosphärischen Lichterscheinungen können auch auf künstliche Weise erzeugt bzw. experimentell demonstriert werden. Zum einen können Computer-Experimente, also Simulationen von Halos durch Raytracing erstellt werden. Andererseits können auch chemische Reaktionen und mechanische Ansätze verfolgt werden. In letzterem Falle rotiert man dafür einen einzelnen Kristall (typischerweise aus Acrylglas, Glas oder Eis) um die entsprechende(n) Achse(n). Eine weitere Variante besteht in der Betrachtung äquivalenter Brechungsgeometrien.

### Ansatz 1: Analoge Brechungen
Dieser Ansatz eignet sich lediglich zur experimentellen Demonstration einiger weniger Halo-Arten. Darunter fallen jedoch die auf andere Art nur schwer realisierbaren Zirkumzenitalbögen und Zirkumhorizontalbögen sowie Parrybögen. Die Idee hierfür beruht auf der Tatsache, dass die relevante Brechung durch ein hexagonales Prisma im Mittel (über alle Orientierungen bezüglich der senkrechten Achse) derjenigen entspricht, welche paralleles Licht beim Einfall auf einen Zylinder aus Wasser erfährt. Dabei ist der Brechungsindex von Wasser sehr nahe demjenigen von Eis. Ein Parrybogen lässt sich durch Lichtbrechung durch ein Cocktail-Glas (in Gestalt eines Martini-Glases) realisieren. Das Wasserglas-Experiment ist seit wenigstens 1920 bekannt, wird jedoch vielfach fälschlicherweise mit dem Regenbogen in Verbindung gebracht.

### Ansatz 2: Chemische Reaktionen
Die ersten künstlichen Halos wurden entsprechend einem Vorschlag von Brewster um das Jahr 1889 von A. Cornu studiert. Die Idee hierbei ist die Erzeugung regulärer Kristallpopulationen durch das Ausfällen von Salzen aus einer Lösung. Die unzähligen Kristalle in der Lösung erzeugen dann unter dem Einfall von parallelem Licht entsprechende Halos. Die genaue Erscheinung hängt dabei von der Geometrie der erzeugten Kristalle ab und ist häufig in Lösung ringförmig. Auf Youtube sind einige Videos hierzu zu finden. Aber auch Parrybögen wurden auf diese Art schon im Labor erzeugt.

### Ansatz 3: Mechanische Orientierungsrealisationen

#### Eine Achse
Die ersten Experimente durch Rotation eines einzigen Kristalls werden Auguste Bravais um das Jahr 1847 zugeschrieben. Bravais benutzte dabei ein gleichseitiges Dreiecksprisma aus Glas, welches er um die vertikale Achse drehte. Unter Beleuchtung erzeugte dies den wohl ersten künstlich erzeugten Horizontalbogen mit vielen seiner eingebetteten Nebensonnen. Ähnlich benutzte A. Wegener rotierende hexagonale Kristalle um die unteren Nebensonnen zu erzeugen. Die Benutzung von hexagonalen Kristallen erlaubt dabei die Untersuchung von einer Vielzahl von Nebensonnen (120°, 22°, 90°, 90° (2ter Ordnung), eine Serie von scharfen Maxima, cyan blaue Flecken). Kommerziell erhältliche Lichtleiterstäbe mit hexagonalem Querschnitt können für solche Experimente genutzt werden. Einfache Experimente mit rotierenden Prismen können als Demonstrationsexperimente im Unterricht dienen und klassische Experimente zum Regenbogen ergänzen / ersetzen. Auch Parrybögen können auf diese Art erzeugt werden.
Schon vor A. Bravais hat der italienische Wissenschaftler F. Venturi mit wassergefüllten zugespitzten Prismen experimentiert, im Besonderen um den Zirkumzenitalbogen zu erklären. Seine Erklärung stellte sich später jedoch als falsch heraus und wurde durch Bravais' Erklärung ersetzt.
Künstliche Eis-Kristalle können ebenfalls benutzt werden um Halos zu erzeugen die mit Glas-Kristallen nicht realisierbar sind. So wurde beispielsweise der Zirkumzenitalbogen mit einem künstlich hergestellten makroskopischen Eiskristall erzeugt. Einige wenige andere Materialien haben ebenfalls einen Brechungsindex nahe demjenigen von Eis, zum Beispiel Natriumfluorid.

#### Zwei Achsen
Um künstliche Tangential-Halos oder Lowitz-Halos zu erzeugen, muss man einen Kristall um zwei Achsen gleichzeitig drehen. Der mechanische Aufwand für derartige Experimente ist damit etwas größer. Die erste solche Halo-Maschine wurde 2003 gebaut, und einige weitere folgten. Setzt man eine solche Halomaschine in einen Kugelprojektionsschirm, so entsteht nach dem Prinzip der sky transform eine verzerrungsfreie nahezu perfekte Analogie zum natürlichen Phänomen am Himmel. Überlagert man viele solcher Halo-Projektionen, so kann man komplexe Halo Erscheinungen künstlich erzeugen.

#### Drei Achsen
Die Realisation von mechanisch erzeugten kreisrunden (Ring-)Halos erfordert besondere Tricks, da hier eine simultane Rotation eines Kristalls um drei Raumachsen nötig ist ohne dabei den Strahlengang zu blockieren. Im Ansatz über chemische Reaktionen hingegen sind die runden Halos die einfachsten. Die mechanische 3D-Reorientierung zur Erzeugung künstlicher Ring-Halos wurde auf zwei Arten bewerkstelligt: Zum einen durch ein ausgefeiltes und kompliziertes mechanisches Gerüst, und zum anderen mithilfe einer auf Arduino-Technologie basierenden Random walk Maschine, welche einen in eine dünnwandige Hohlkugel eingebetteten Kristall dreht.

## Veränderliche Halos
Gelegentlich werden sich schnell verändernde Halos in der Nähe von Gewitterwolken, meist direkt im Eisschirm von Cumulonimbuswolken beobachtet. Diese Eiswolken entstehen durch den raschen Aufstieg warmer feuchter Luft bis an die Tropopause. Kurz davor kühlt die Luft unter den Gefrierpunkt ab und bildet den klassischen Eisschirm der Wolke. Die dabei entstehenden Eispartikel können durch das starke elektromagnetische Feld der Gewitterwolke ebenfalls regelmäßig angeordnet werden und Halo-Effekte durch das einfallende Sonnenlicht erzeugen. Wechselt das elektromagnetische Feld der Wolke durch einen Blitz, orientieren sich die Partikel spontan um, was zu schnellen und teils spektakulären Bewegungsmustern der Halo-Erscheinungen führt.
Die Lichterscheinungen werden aufgrund ihres Entstehungsortes am oberen Rand der Gewitterwolken auch Crown Flashes („Kronenblitze“) oder Jumping Sundogs genannt.